# هییوستن (خواننده)
هییوستن (انگلیسی: Houston؛ زادهٔ ۲۶ اکتبر ۱۹۸۳) موسیقی‌دان اهل ایالات متحده آمریکا است.